# Cloud Factory
Cloud Factory' è il secondo singolo estratto dall'album Pariah's Child e sedicesimo del gruppo musicale finlandese Sonata Arctica, pubblicato dalla Nuclear Blast il 28 febbraio 2014.

## Tracce
Testi e musiche di Tony Kakko.
1. Cloud Factory – 4:17
2. Cloud Factory (Single Edit) – 3:57

## Formazione
- Tony Kakko - voce
- Elias Viljanen - chitarra
- Henrik Klingenberg - tastiera
- Tommy Portimo - batteria
- Pasi Kauppinen - basso